# Stethynium perlatipenne
Stethynium perlatipenne är en stekelart som beskrevs av Girault 1915. Stethynium perlatipenne ingår i släktet Stethynium och familjen dvärgsteklar. Inga underarter finns listade i Catalogue of Life.